# Aivaras Mikutis
Aivaras Mikutis (Kvėdarna, 16 september 2002) is een Litouws wielrenner.

## Carrière
Als junior werd Mikutis tweemaal nationaal kampioen tijdrijden.  Als eerstejaars belofte kwam daar direct een volgende titel bij. In 2022, zijn tweede seizoen bij de beloften, werd Mikutis nationaal kampioen op de weg (bij de beloften) en nationaal kampioen tijdrijden (bij de eliterenners). In september van dat jaar werd hij derde in het eindklassement van de Flanders Tomorrow Tour en vijftiende in de tijdrit voor beloften op het wereldkampioenschap.
In 2023 maakte Mikutis de overstap naar de opleidingsploeg van Tudor. In juni van dat jaar prolongeerde hij zijn nationale tijdrittitel. Later dat jaar werd hij zeventiende in de tijdrit voor beloften op het wereldkampioenschap en vijfde in diezelfde categorie op het Europese kampioenschap. Een jaar later werd hij zesde in de door Alec Segaert gewonnen strijd om de Europese titel.
In 2025 werd Mikutis prof bij Tudor Pro Cycling Team, dat hem na twee seizoenen overhevelde vanuit hun opleidingsploeg. In maart van dat jaar maakte hij zijn debuut in de World Tour, toen hij aan de start stond van de Classic Brugge-De Panne.

## Overwinningen
2019
 Litouws kampioen tijdrijden, Junioren
2020
 Litouws kampioen tijdrijden, Junioren
2021
 Litouws kampioen tijdrijden, Beloften
2022
 Litouws kampioen op de weg, Beloften
 Litouws kampioen tijdrijden, Elite
2023
 Litouws kampioen tijdrijden, Elite
2025
 Litouws kampioen tijdrijden, Elite
 Litouws kampioen op de weg, Elite

## Resultaten in voornaamste wedstrijden
|      | \| Jaar \| Parijs-Roubaix \| \| ---- \| -------------- \| \| 2025 \| 104e \| |
| Jaar | Parijs-Roubaix                                                               |
| 2025 | 104e                                                                         |

## Ploegen
- 2021 –  Ampler Development Team
- 2022 –  Team Ampler-Tartu2024
- 2023 –  Tudor Pro Cycling Team U23
- 2024 –  Tudor Pro Cycling Team U23
- 2025 –  Tudor Pro Cycling Team